# Wolfdietrich Schnurre

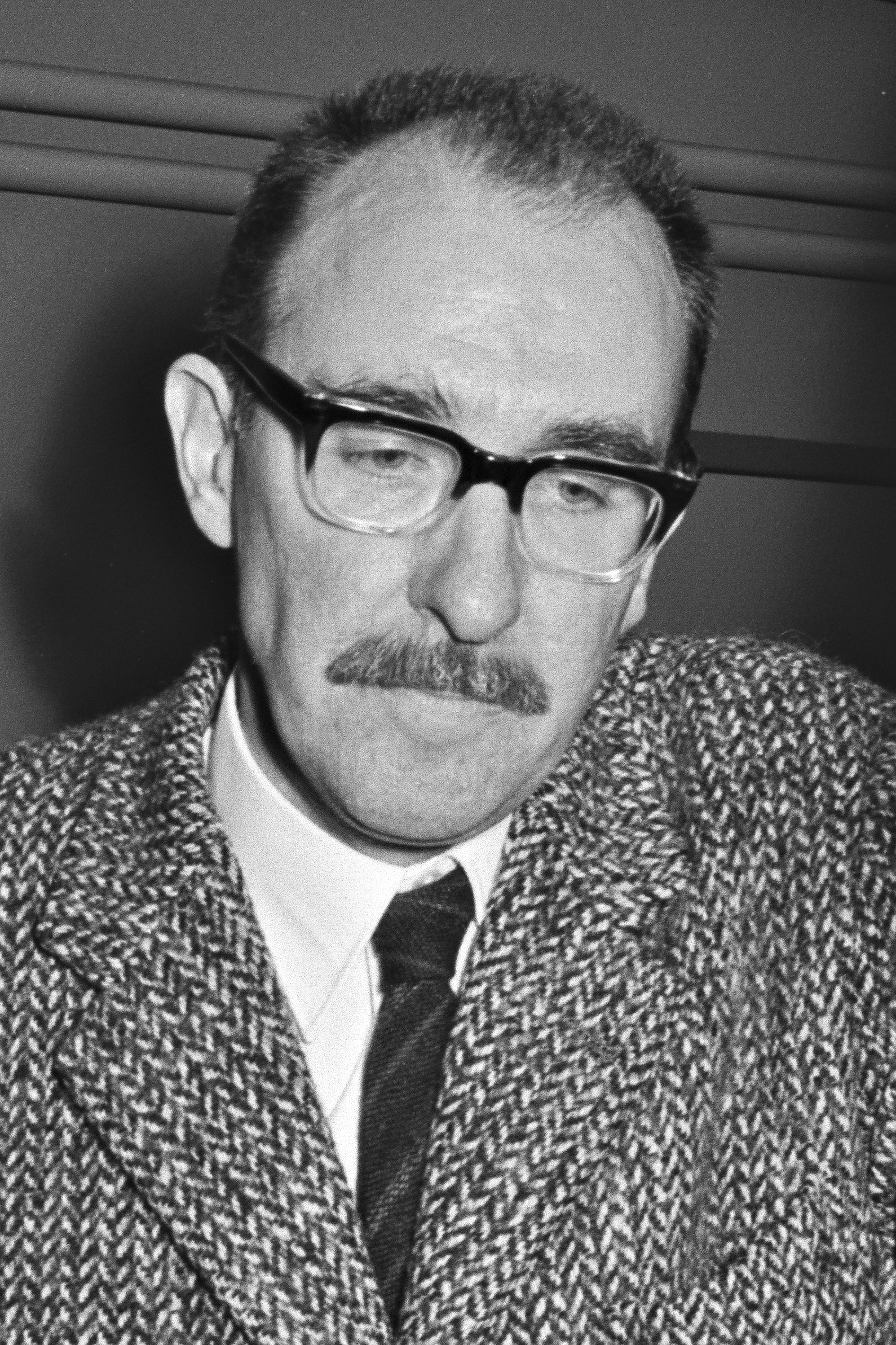

Wolfdietrich Schnurre (Frankfurt am Main, 22 augustus 1920 - Kiel, 9 juni 1989) was een Duits schrijver, met het korte verhaal als specialiteit.
Hij werkte na de Tweede Wereldoorlog, waarin hij als zoveel anderen soldaat was, als criticus in Berlijn, maar kreeg daarnaast spoedig naam als auteur. 
Met Heinrich Böll werd hij een van de grote mannen van de "Gruppe 47", waarin vele Duitse schrijvers participeerden.
Behalve korte verhalen schreef Schnurre ook gedichten, romans, hoorspelen, tv-stukken en essays.
Zijn bekendste roman is Als Vaters Bart noch rot war (1958), met daarin heel wat jeugdherinneringen.
- Bibsys: 90080706
- Bibliothèque nationale de France: cb120272154 (data)
- CiNii: DA04617749
- Digitale Bibliotheek voor de Nederlandse Letteren: schn049
- Gemeinsame Normdatei: 118609831
- International Standard Name Identifier: 0000 0001 2128 8187
- Library of Congress Control Number: n50005034
- Nationale Bibliotheek van Letland: 000144934
- MusicBrainz: b102b64d-760b-4d98-9c8b-9915e102b0c1
- Bibliotheek van het Japanse parlement: 00855716
- Nationale Bibliotheek van Tsjechië: ola2002109841
- Nationale bibliotheek van Australië: 35482052
- Nationale Bibliotheek van Israël: 987007308178005171
- Nationale Bibliotheek van Polen: a0000001032590
- Nationale en Universitaire bibliotheek Zagreb: 000159021
- Nederlandse Thesaurus van Auteursnamen: 068480334
- Réseau des bibliothèques de Suisse occidentale: 02-A003804259
- SNAC: w62n5p6v
- Système universitaire de documentation: 028436555
- Trove: 968916
- Virtual International Authority File: 39391447
- WorldCat: E39PBJtGVXQPDPxxBkfWhBrcyd